# Карцов, Евгений Петрович
Евге́ний Петро́вич Карцов (1861—1917) — русский генерал, герой Первой мировой войны.

## Биография
Православный.
Среднее образование получил в Симбирской классической гимназии. В 1880 году окончил Казанское пехотное юнкерское училище, из которого был выпущен прапорщиком в 5-й пехотный Калужский полк.
Чины: подпоручик (1884), поручик (1888), штабс-капитан (1893), капитан (1895), подполковник (1899), полковник (за отличие, 1903), генерал-майор (1913).
В 1893 году окончил Николаевскую академию Генерального штаба по 1-му разряду. По окончании академии состоял старшим адъютантом штаба 31-й пехотной дивизии (1894) и помощником старшего адъютанта штаба Киевского военного округа (1894—1899). 6 декабря 1899 года был назначен начальником строевого отдела штаба Брест-Литовской крепости, однако уже 31 декабря того же года переведен на должность старшего адъютанта штаба Киевского военного округа, в каковой состоял до 1904 года.
Затем был начальником штаба 12-й кавалерийской (1904—1905) и 42-й пехотной (1905—1907) дивизий, командиром 75-го пехотного Севастопольского (1907—1908) и 165-го пехотного Луцкого (1908—1913) полков. 28 марта 1913 года произведен в генерал-майоры «за отличие по службе», с назначением помощником начальника штаба Омского военного округа.
19 ноября 1914 года назначен начальником штаба 13-го армейского корпуса, а 24 декабря того же года — начальником 1-й стрелковой бригады. Был награждён орденом Святого Георгия 4-й степени
За то, что со 2-го по 7-е сентября 1915 года, когда немцы, прорвав расположение наших войск, подошли к Молодечно — важному железнодорожному узлу и уже обстреливали его артиллерийским и ружейным огнём, генерал-майор Карцов, приняв командование всеми частями, подходившими к Молодечно, быстро выработал план обороны и, благодаря своевременно принятым мерам, отбил все атаки противника и, перейдя в наступление, обеспечил прочное удержание за собой важного железнодорожного узла — ст. Молодечно.
11 ноября 1915 года назначен командующим 4-й Сибирской стрелковой дивизией. 24 апреля 1917 года убит в Риге. По воспоминаниям Карла Гоппера, генерал Карцов был убит в июне 1917 года недалеко от Олаине. Его труп с простреленной головой был найден у железнодорожной насыпи в 100 шагах от штаба дивизии. Убийцы найдены не были.
5 мая 1917 года тело «злодейски убитого» генерала Карцова было перевезено в Киев, о чём извещала в газете «Киевлянин» его жена Елизавета Михайловна. После панихиды в Военном соборе он был похоронен на Аскольдовой могиле. 20 мая 1917 года посмертно произведен в генерал-лейтенанты по Георгиевскому статуту.

## Награды
- Орден Святого Станислава 3-й ст. (1896);
- Орден Святой Анны 3-й ст. (1902);
- Орден Святого Станислава 2-й ст. (1906);
- Орден Святой Анны 2-й ст. (1909);
- Орден Святого Владимира 4-й ст. (1912);
- Орден Святого Владимира 3-й ст. с мечами (ВП 07.07.1915);
- Орден Святого Станислава 1-й ст. с мечами (ВП 18.01.1916);
- Орден Святого Георгия 4-й ст. (ВП 15.08.1916);
- Орден Святой Анны 1-й ст. с мечами (ВП 30.01.1917).